# Luigi Kuveiller
Luigi Kuveiller est un directeur de la photographie italien né le 3 octobre 1927 à Rome et décédé le 10 janvier 2013 à Fiano Romano.

## Filmographie
- 1961 : La grande olimpiade de Romolo Marcellini
- 1965 : Su e giù de Mino Guerrini
- 1967 : À chacun son dû (A ciascuno il suo) d'Elio Petri
- 1967 : Le Harem (L'harem) de Marco Ferreri
- 1968 : Un coin tranquille à la campagne (Un tranquillo posto di campagna) d'Elio Petri
- 1968 : Escalation de Roberto Faenza
- 1969 : Fräulein Doktor d'Alberto Lattuada
- 1969 : La Religieuse de Monza (La monaca di Monza) d'Eriprando Visconti
- 1969 : Toh, è morta la nonna! de Mario Monicelli
- 1969 : Eat It de Francesco Casaretti
- 1970 : Enquête sur un citoyen au-dessus de tout soupçon (Indagine su un cittadino al di sopra di ogni sospetto) d'Elio Petri
- 1970 : Michel Strogoff (Strogoff) d'Eriprando Visconti
- 1970 : Un homme nommé Sledge (A Man Called Sledge) de Vic Morrow
- 1971 : Io non vedo, tu non parli, lui non sente de Mario Camerini
- 1971 : La Grosse Combine (Il furto è l'anima del commercio!?) de Bruno Corbucci
- 1971 : Le Venin de la peur (Una lucertola con la pelle di donna'') de Lucio Fulci
- 1971 : La classe ouvrière va au paradis (La classe operaia va in paradiso) d'Elio Petri
- 1972 : Causa di divorzio de Marcello Fondato
- 1972 : Boccace raconte (Boccaccio)
- 1972 : Viol en première page (Sbatti il mostro in prima pagina)
- 1972 : Avanti!
- 1973 : La propriété, c'est plus le vol (La proprietà non è più un furto)
- 1973 : Chair pour Frankenstein (Flesh for Frankenstein)
- 1973 : Cinq jours de révolution (Le cinque giornate)
- 1974 : Du sang pour Dracula (Dracula cerca sangue di vergine... e morì di sete!!!)
- 1974 : Un vrai crime d'amour (Delitto d'amore), de Luigi Comencini
- 1974 : Romances et Confidences (Romanzo popolare)
- 1975 : La Mazurka du baron (La mazurka del barone, della santa e del fico fiorone)
- 1975 : Les Frissons de l'angoisse (Profondo rosso)
- 1975 : Mes chers amis (Amici miei)
- 1976 : Le Patron et l'Ouvrier (Il padrone e l'operaio) de Steno
- 1976 : Pudeurs à l'italienne (Il comune senso del pudore) d'Alberto Sordi
- 1976 : Todo modo d'Elio Petri
- 1976 : La Mort en sursis (Il trucido e lo sbirro)
- 1976 : Gardez-le pour vous (Basta che non si sappia in giro!...)
- 1977 : L'altra metà del cielo
- 1977 : Un juge en danger (Io ho paura)
- 1977 : Enquête à l'italienne (Doppio delitto)
- 1978 : Goodbye et Amen (Goodbye e Amen) de Damiano Damiani
- 1978 : Per vivere meglio, divertitevi con noi
- 1978 : Le Pot de vin (La mazzetta)
- 1978 : Mélodie meurtrière (Giallo napoletano)
- 1978 : Pair et Impair (Pari e dispari)
- 1979 : La vie est belle (La vita è bella)
- 1980 : Non ti conosco più amore
- 1980 : Pied plat sur le Nil (Piedone d'Egitto)
- 1980 : Mi faccio la barca
- 1981 : Ensemble, c'est un bordel... séparés, un désastre (Quando la coppia scoppia)
- 1981 : Salut l'ami, adieu le trésor (Chi trova un amico, trova un tesoro'')
- 1982 : Sballato, gasato, completamente fuso
- 1982 : L'Éventreur de New York (Lo squartatore di New York)
- 1982 : Banana Joe
- 1982 : Scusa se è poco
- 1982 : Malamore
- 1982 : Il conte Tacchia
- 1983 : Il ras del quartiere
- 1983 : Grunt!
- 1983 : Al bar dello sport
- 1983 : Flirt de Roberto Russo
- 1985 : Figlio mio, infinitamente caro... de Valentino Orsini
- 1986 : Via Montenapoleone
- 1986 : Italian Fast Food
- 1986 : Une épine dans le cœur (Una spina nel cuore)
- 1986 : Yuppies, i giovani di successo
- 1987 : Figlio mio infinitamente caro
- 1987 : Montecarlo Gran Casinò
- 1987 : Ti presento un'amica
- 1988 : Codice privato
- 1988 : La partita
- 1989 : Scandale secret (Scandalo segreto) de Monica Vitti
- 1989 : Mes quarante premières années (I miei primi quarant'anni) de Carlo Vanzina
- 1990 : Nel giardino delle rose
- 1990 : Tre colonne in cronaca
- 1991 : Miliardi
- 1991 : Vita coi figli de Dino Risi
- 1991 : Piedipiatti
- 1992 : Body Puzzle
- 1992 : Alibi perfetto d'Aldo Lado
- 1993 : Piccolo grande amore
- 1994 : Delitto passionale
- 1994 : I mitici
- 1994 : Berlin '39
- 1995 : La strana storia di Olga O.
- 1996 : Squillo